# STAR (RIP SLYMEのアルバム)
『STAR』（スター）は、RIP SLYMEの8枚目のオリジナルアルバム。2011年3月2日にワーナーミュージック・ジャパンから発売。

## 概要
オリジナルアルバムとしては、約1年9か月ぶりのリリースである。このアルバムをテーマとした、「STAR TOUR 2011」が開催。
今回のアルバムは先行シングル曲なし、フィーチャリングなしの5人だけで作成されたアルバムになっている。
タイトルの由来としては、5人を表現する角が5つある星の形であらわされている。およそ10年前、メジャー初めてのアルバム『FIVE』も同じ意味を持っており、FIVE＝5人とあらわされている。
10周年ということでこのタイトルを付けたが、原点に戻るのではなく、一周して再スタートするということである。
初回版は2種類のバージョンがあり、STARのロゴが金のと銀の3Dジャケットになっている。

## 収録曲
1. The Beat Goes On (04:17)
（作詞：RYO-Z　作曲：DJ FUMIYA）
  - イントロ・インストゥルメンタル曲。一応歌詞はある。
  - 酒造メーカー「Jack Daniel's」のCM起用された。その際に「The Beat Goes On」を題材にリップが作詞し「JACK GOES ON」というキャンペーン曲を作った。PVも作られ、金ぴかの姿をしたリップがダンスを披露している。
2. Don't Panic (01:56)
（作詞：RYO-Z,ILMARI,PES,SU　作曲：DJ FUMIYA）
  - 録音時、映画の中のパンフレットのウラに、「Don't Panic」と書いてあったことから。
3. Pop Up なう (03:23)
(作詞：RYO-Z,ILMARI,PES,SU　作曲：PES）
4. センス・オブ・ワンダー (04:37)
（作詞：RYO-Z,ILMARI,PES,SU　作曲：DJ FUMIYA） 
  - アルバムの先行曲。『STAR』収録曲で最初に配信された曲でもある。
  - 日本人宇宙飛行士・野口聡一の著した『ワンダフル・プラネット!』の本を題材に作られた。このことを知った野口はTwitterでこの曲について呟いた。
  - PVは、街をデザインにし街から宇宙へと様々な交通手段を使い、それぞれが集まり宇宙に向かっていくストーリーになっている。
5. フォーチュン・クッキー (04:08)
（作詞：RYO-Z,ILMARI,PES,SU　作曲：DJ FUMIYA）
6. RIDE ON (04:22)
（作詞：RYO-Z,ILMARI,PES,SU　作曲：PES,DJ FUMIYA） 
  - 2012年3月24日公開、森田芳光監督作 映画『僕達急行 A列車で行こう』の主題歌に起用された。森田芳光とのコラボは「間宮兄弟」以来約6年ぶりになる。
7. TOKYO STOMP (03:47)
（作詞：RYO-Z,ILMARI,PES,SU　作曲：DJ FUMIYA）
  - トラックが出来上がったときに、「ステッパーズ・ディライトっぽくねぇ?」ということでSTEPPER'S DELIGHTを意識し作詞された。RYO-Z曰く「2011verのステッパーズディライト」と語っている。
8. 甘い生活〜La dolce vita〜 (04:45)
（作詞：RYO-Z,ILMARI,PES,SU　作曲：PES）
  - 日産・ラフェスタCMソング。SUがイケダンとしてCMに出演。
  - トラックが楽園ベイベーみたいなコンセプトになっている。歌う順番も楽園ベイベーを意識しILMARI、SU、RYO-Z、PESとなっている。
  - 甘いとは、「くさい」ことではなく「ゆるい」ということである。
  - 「センス・オブ・ワンダー」の次に、配信された曲。「BABY」と同時配信。
9. Clap Your Hands (04:58))
（作詞：PES,SU　作曲：PES） 
  - インストゥルメンタル曲。
  - SUいわく、歌詞に出てくる「Put your hand the お手上げ ワキ気になってんのか」とは手を挙げてないやつはわきが臭いのかということ。つまり、ライブで手を挙げてないやつは脇が臭いのかと解釈している。
10. ○×△□ (02:17)
（作詞：SU　作曲：USUS） 
  - 「スポンジ・ボブのテーマ」製作時にストックされていた曲で、スポンジ・ボブのエンディング曲の候補だったらしい。
  - ○、×、△、□はそれぞれSU以外のメンバーを示している。
11. Under The Skin (04:35)
（作詞：RYO-Z,PES,SU,YUTAKA(F.O.H)　作曲：DJ FUMIYA） 
  - 「ストレートなラヴソング」になっている。
  - ちなみに、「オーライ very slowly〜」のところの、高い声は、PESのファルセット。
12. Simply (01:58)
（作詞：RYO-Z,ILMARI,PES　作曲：ILMARI,COA(森広隆)） 
  - 「Under The Skin」同様「ストレートなラヴソング」となっている。
  - もともとは長い曲だったが、短い曲になっている。タイトルが「SIMPLY」ということで、Simple = 短くしたらしい。
  - 「ONWARD 23区」の候補として上がっていた。
13. BABY (04:41)
（作詞：RYO-Z,ILMARI,PES,SU　作曲：DJ FUMIYA） 
  - 2010年12月26日にFUMIYAに第1子が誕生したことによりできた赤ちゃんソング。
  - 「センス・オブ・ワンダー」の次に、配信された曲。「甘い生活〜La dolce vita〜」と同時配信。